# Хамидие шадраван
Хамидие шадраван (на гръцки: Συντριβάνι; на турски: Hamidiye Şadırvan) е историческо съоръжение в македонския град Солун, Гърция.

## История
Разположен е на площада между улиците „Егнатия“, „Етники Амина“ и „Ангелакис“ на едноименния площад „Синдривани“. След като Мехмед Сабри паша разрушава източните стени на града в 1869 година, в 1889 година е изграден булевард „Хамидие“ (днес „Етники Амина“) и на мястото на източната Касандрийска порта на града се появява шадраванът. Основният му камък е поставен на официална церемония през март 1889 година. Постройката е дар от султан Абдул Хамид II, който присъства на откриването му, и шадраванът носи неговото име. Чешмата освен декоративна роля е служила и за напояване на животни.
В 1936 година община Солун премахва шадравана за да улесни движението и той е разположен на стария стадион на спортния клуб на Солунското християнско младежко братство, а по-късно е прехвърлен на строителната площадка на общината в Тумба, където шадраванът остава много години. В това време някои от мраморните му секции са унищожени. Частите от чешмата са открити на строителната площадка в 1976 година – трите мраморни полукръгли корита, една от трите странични декорации и основата на обелиска. През 1977 година шадраванът е възстановен по архивни снимки и турските планове, като почти цялата горна част е копие на оригинала. На 20 юли 1977 година шадраванът е върнат на площада на много близко до оригиналното си положение.

## Описание
В архитектурно отношение шадраванът е барокова постройка от бял мрамор, но има и османски архитектурни елементи и е повлияна от многобройните османски шадравани, които украсяват града. Горната му част е с класическа западноевропейска форма с обелиск. Основата е кръгла и има три полукръгли корита. Преградите са украсени с фриз с релефни палмети, който е типичен за съвременната западноевропейска декорация. В задната част на всяко корито има украса с капки, типична за древногръцката архитектура и неокласицизма. Водата тече през лъвски глави, нещо, което се среща в местната народна архитектура.
- Откриването на шадравана в 1889 г. Османска пощенска картичка
- Товарни животни, които се поят на шадравана. Края на XIX – началото на XX век
- Шадраванът в 2022 година